# كي سي باتل
كي سي باتل هو سياسي هندي، ولد في 10 يناير 1950 في فالساد في الهند. نشط حزبياً في حزب بهاراتيا جاناتا. وقد انتخب Member of the 17th Lok Sabha ‏ عن دائرة Valsad Lok Sabha constituency ‏ وقد انضم خلال فترته النيابية ‏ للكتلة البرلمانية حزب بهاراتيا جاناتا وفي 2014 Indian general election in Valsad Lok Sabha constituency ‏، انتخب عضو لوك سابها السادسة عشر ‏ عن دائرة Valsad Lok Sabha constituency ‏ وقد انضم خلال فترته النيابية ‏ للكتلة البرلمانية حزب بهاراتيا جاناتا.